# Trinidad (ort i Honduras, Departamento de Santa Bárbara, lat 15,13, long -88,23)
Trinidad är en ort i Honduras.   Den ligger i departementet Departamento de Santa Bárbara, i den västra delen av landet, 160 km nordväst om huvudstaden Tegucigalpa. Trinidad ligger 324 meter över havet och antalet invånare är 4 276.
Terrängen runt Trinidad är huvudsakligen kuperad, men västerut är den bergig. Runt Trinidad är det ganska glesbefolkat, med 32 invånare per kvadratkilometer. Närmaste större samhälle är San Luis, 17,0 km väster om Trinidad.  